# Khong Chai (huyện)
Khong Chai (tiếng Thái: ฆ้องชัย) là một huyện (‘‘amphoe’’) ở phía nam của tỉnh Kalasin, đông bắc Thái Lan.

## Địa lý
Các huyện giáp ranh (từ phía bắc theo chiều kim đồng hồ) là Yang Talat, Mueang Kalasin, Kamalasai của tỉnh Kalasin, Changhan của tỉnh Roi Et, Mueang Maha Sarakham và Kantharawichai của tỉnh Maha Sarakham.

## Lịch sử
Tiểu huyện (King Amphoe) được tách từ Kamalasai ngày 1 tháng 7 năm 1997.
Theo quyết định của chính phủ Thái Lan ngày 15 tháng 5 năm 2007, tất cả 81 tiểu huyện đều được nâng thành huyện. Với việc đăng Công báo hoàng gia ngày 24 tháng 8, quyết định nâng cấp này thành chính thức.

## Hành chính
Huyện này được chia thành 5 phó huyện (tambon), các đơn vị này lại được chia thành 48 làng (muban). Không có khu vực đô thị (thesaban, có 5 tổ chức hành chính tambon (TAO).
| Số TT | Tên                  | Tên tiếng Thái | Số làng | Dân số |  |
| ----- | -------------------- | -------------- | ------- | ------ |  |
| 1.    | Khong Chai Phatthana | ฆ้องชัยพัฒนา      | 11      | 6.658  |  |
| 2.    | Lao Klang            | เหล่ากลาง       | 8       | 4.541  |  |
| 3.    | Khok Sa-at           | โคกสะอาด       | 12      | 7.531  |  |
| 4.    | Non Sila Loeng       | โนนศิลาเลิง      | 9       | 4.556  |  |
| 5.    | Lam Chi              | ลำชี            | 8       | 3.812  |  |